# ARPANET
高等研究計劃署網路（英語：Advanced Research Projects Agency Network），通称阿帕网（英語：ARPANET）是美國國防高等研究計劃署开发的世界上第一个运营的封包交换网络，是全球互联网的鼻祖。

## 历史

### 诞生

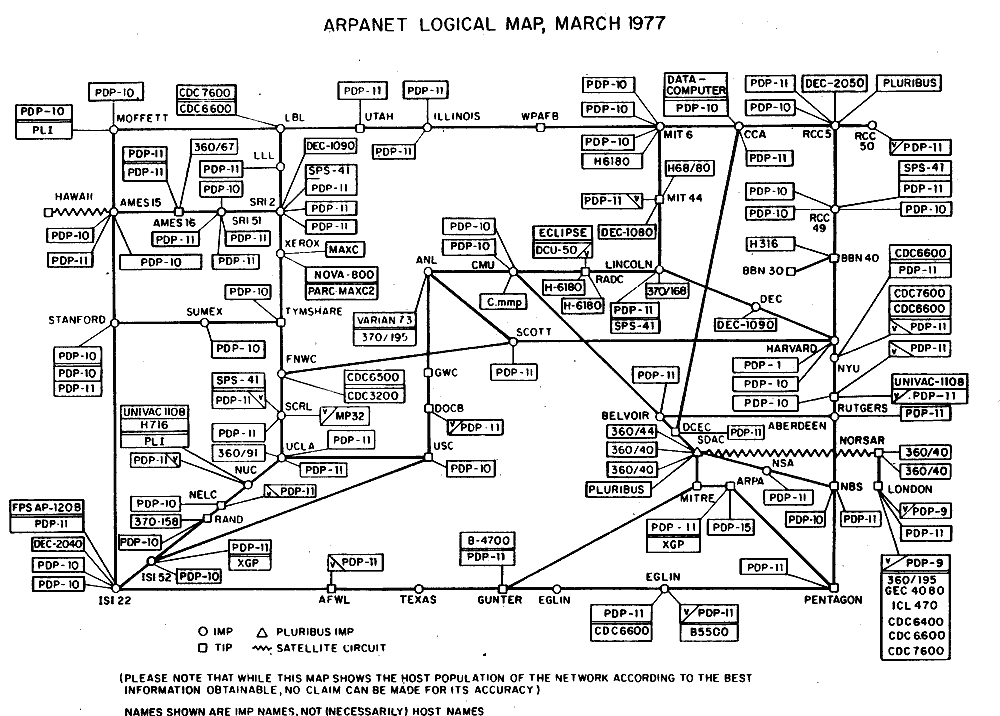
ARPANET邏輯圖，1977年3月

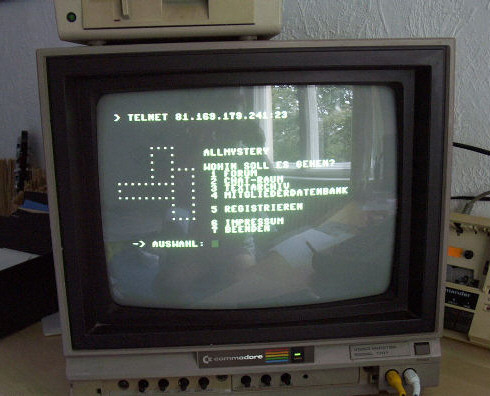
ARPANET操作畫面(1988)

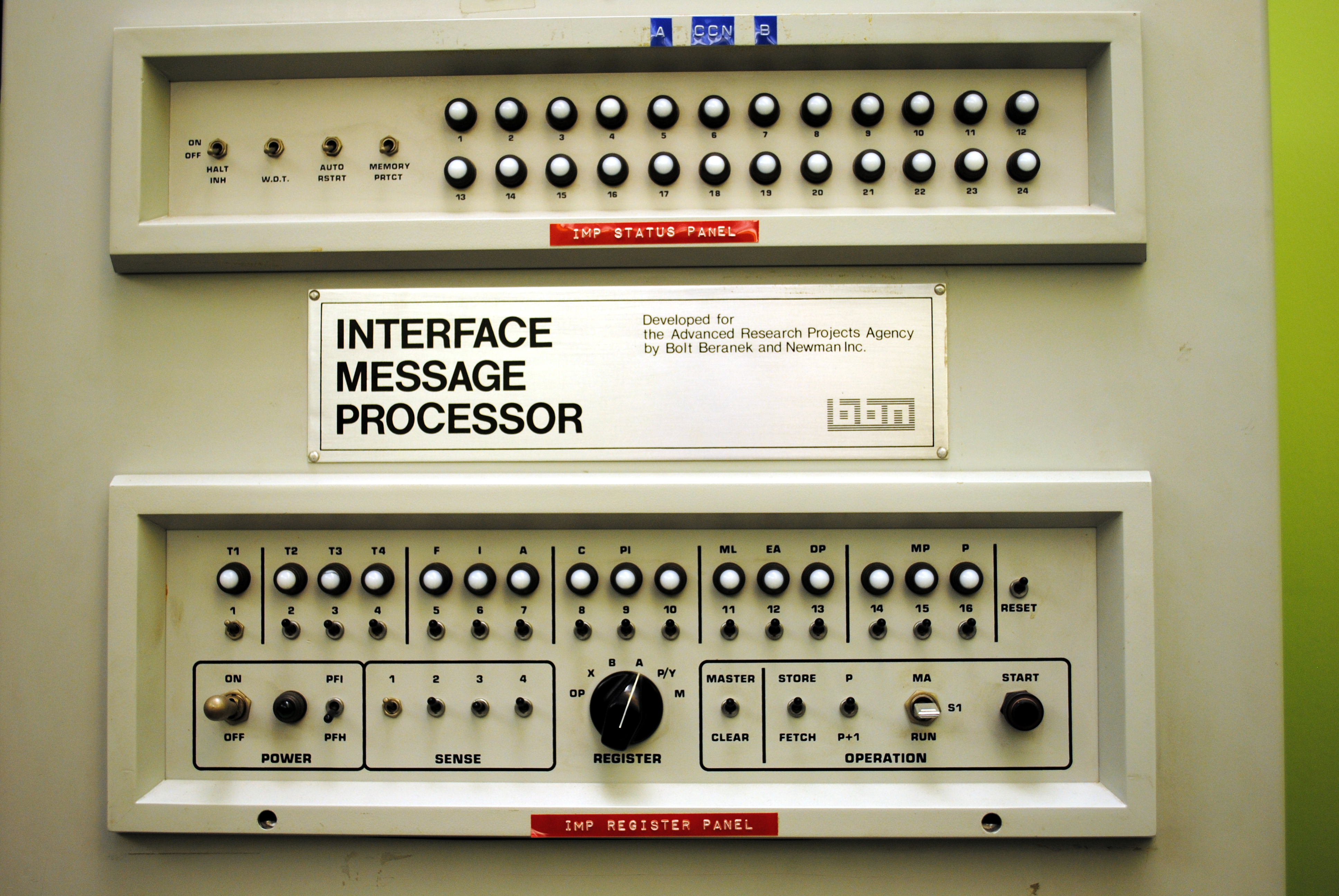
路由器

所谓「阿帕」（ARPA），是美国高级研究计划局（Advanced Research Project Agency）的简称。他的核心机构之一是信息处理处（IPTO, Information Processing Techniques Office），一直在关注电脑图形、网络通讯、超级计算机等研究课题。
1962年，J·C·R·利克里德离开MIT，加入ARPA，并在后来成为IPTO的首席执行官。也就是他在任期间将办公室名称从命令控制研究（Command and Control Research）改为IPTO。也就是在他任职期间，据估计，整个美国计算机科学领域研究的70%由ARPA赞助，并在许多人看来与一个严格意义上的军事机构相去甚远，并给许多研究者自由领域来实验，结果ARPA不仅成为网络诞生地，同样也是电脑图形、平行过程、计算机模拟飞行等重要成果的诞生地。
1964年伊凡·蘇澤蘭继任担任该处处长，两年后的鲍勃·泰勒上任，他在任职期间萌发了新型计算机网络的想法，并筹集资金启动试验。在鲍勃·泰勒的一再邀请下，日后成为“阿帕网之父”的拉里·罗伯茨出任信息处理处处长。
1967年，罗伯茨来到高级研究计划署ARPA，着手筹建“分布式网络”。人员调度和工程设计很顺利，不到一年，就提出阿帕网的构想。随着计划的不断改进和完善，罗伯茨在描图纸上陆续绘制了数以百计的网络连接设计图，使之结构日益成熟。
1968年，罗伯茨提交研究报告《资源共享的计算机网络》，其中着力阐发的就是让“阿帕”的电脑达到互相连接，从而使大家分享彼此的研究成果。根据这份报告组建的国防部“高级研究计划网”，就是著名的“阿帕网”，拉里·罗伯茨也就成为“阿帕网之父”。
1969年底，阿帕网正式投入运行。

### 退出历史舞台
ARPA网无法做到和个别计算机网络交流，这引发了研究者的思考。根据诺顿的看法，他的设计需要太多的控制和太多的网络中机器设备的标准化。因此，1973年春，文顿·瑟夫和鲍勃·康（Bob Kahn）开始思考如何将ARPA网和另外两个已有的网络相连接，尤其是连接卫星网络（SAT NET）和基于夏威夷的分组无线业务的ALOHA网（ALOHA NET）瑟夫设想了新的计算机交流协议，最后创造出传送控制协议／互联网协议（TCP/IP）。
1975年，ARPA网被转交到美國國防部通訊局（Defense Communications Agency）。此后ARPA网不再是实验性和独一无二的了。大量新的网络在1970年代开始出现，包括计算机科学研究网络（CSNET，Computer Science Research Network），加拿大网络（CDnet，Canadian Network），因时网（BITNET，Because It's Time Network）和美国国家自然科学基金网络（NSFnet，National Science Foundation Network）。最后一个网络最终将在它自身被商业网络取代前代替ARPA网作为互联网的高速链路。
1982年中期ARPA网被停用，原先的交流协议NCP被禁用，只允许使用Cern的TCP/IP语言的网站交流。1983年1月1日，NCP成为历史，TCP/IP开始成为通用协议。
1983年ARPA网被分成两部分，用于军事和国防部门的军事网（MILNET）和用于民间的ARPA网版本。
1985年成为TCP/IP协议突破的一年，当时它成为UNIX操作系统的组成部分。最终将它放进了Sun公司的微系统工作站。
当免费的在线服务和商业的在线服务兴起后，例如Prodigy、FidoNet、Usenet、Gopher等，当NSFNET成为互联网中枢后，ARPA网的重要性被大大减弱了。系统在1989年被关闭，1990年正式退役。

### 结构
最初的“阿帕网”，由西海岸的4个节点构成。第一个节点选在加州大学洛杉矶分校（UCLA），因为罗伯茨过去的麻省理工学院同事伦纳德·克莱因罗克教授，正在该校主持网络研究。第二个节点选在斯坦福研究院（SRI），那里有道格拉斯·恩格巴特（D.Engelbart）等一批网络的先驱人物。此外，加州大学圣巴巴拉分校（UCSB）和犹他大学（UTAH）分别被选为三、四节点。这两所大学都有电脑绘图研究方面的专家，而泰勒之前的信息处理技术处处长伊凡·泽兰教授，此时也任教于犹他大学。

## 评价和影响
以现在的水平论，这个最早的网络显得非常原始，传输速度也慢的让人难以接受。但是，阿帕网的四个节点及其链接，已经具备网络的基本形态和功能。所以阿帕网的诞生通常被认为是网络传播的“创世纪”。
不过，阿帕网问世之际，大部分电脑还互不兼容。于是，如何使硬件和软件都不同的电脑实现真正的互联，就是人们力图解决的难题。这个过程中，文顿·瑟夫为此做出首屈一指的贡献，从而被称为“互联网之父”。